# Heterokromatin

Kärnan i en mänsklig cell som visar platsen för heterokromatin

Heterokromatin är en tätt packad form av DNA eller kondenserad DNA, som finns i flera varianter. Dessa varianter ligger på ett kontinuum mellan de två ytterligheterna av konstitutivt heterokromatin och fakultativt heterokromatin. Båda spelar en roll i uttrycket av gener. Eftersom det är tätt packat ansågs det vara otillgängligt för polymeraser och därför inte transkriberat. Enligt Volpe et al. (2002), och många andra artiklar därefter, transkriberas emellertid mycket av detta DNA, men det vänds kontinuerligt över via RNA-inducerad transkriptionell tystnad (RITS). Nyligen (2017) genomförda studier med elektronmikroskopi och OsO4-färgning visar att den täta packningen inte beror på kromatinet.
Konstitutivt heterokromatin kan påverka generna nära sig själv (till exempel positionseffektvariation). Det är vanligtvis repetitivt och bildar strukturella funktioner som centromerer eller telomerer, förutom att det fungerar som en attraktionsfaktor för andra genuttrycks- eller repressionssignaler.
Fakultativt heterokromatin är resultatet av gener som tystas genom en mekanism som histondeacetylering eller Piwi-interagerande RNA (piRNA) genom RNAi. Det är inte repetitivt och delar den kompakta strukturen av konstitutivt heterokromatin. Men under specifika utvecklings- eller miljösignaler kan det förlora sin förtätade struktur och bli transkriptionellt aktivt.
Heterokromatin har förknippats med di- och tri-metylering av H3K9 i vissa delar av det mänskliga genomet. H3K9me3-relaterade metyltransferaser verkar ha en avgörande roll för att modifiera heterokromatin under släktengagemang vid starten av organogenesen och för att upprätthålla släktets trovärdighet.

## Struktur

Heterokromatin vs. eukromatin

Kromatin finns i två varianter: eukromatin och heterokromatin.Ursprungligen särskiljdes de två formerna cytologiskt av hur intensivt de blir färgade - eukromatinet är mindre intensivt, medan heterokromatin färgas intensivt, vilket tyder på tätare packning. Heterokromatin är vanligtvis lokaliserat till kärnans periferi. Trots denna tidiga dikotomi har nya bevis i både djur och växterantytt att det finns mer än två distinkta heterokromatintillstånd och det kan faktiskt existera i fyra eller fem "tillstånd", vart och ett markerat av olika kombinationer av epigenetiska märken.
Heterokromatin består huvudsakligen av genetiskt inaktiva satellitsekvenser, och många gener är undertryckta i olika utsträckning, även om vissa inte alls kan uttryckas i eukromatin. Både centromerer och telomerer är heterokromatiska, liksom Barrkroppen hos den andra, inaktiverade X-kromosomen hos en hona.

## Funktion

Allmän modell för duplicering av heterokromatin under celldelning

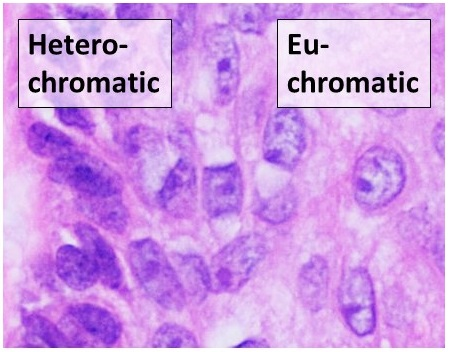
Mikroskopi av heterokromatiska kontra eukromatiska kärnor (H&E-färgning).

Heterokromatin har kopplats till flera funktioner, från genreglering till skydd av kromosomintegritet. Några av dessa roller kan tillskrivas den täta packningen av DNA, vilket gör det mindre tillgängligt för proteinfaktorer som vanligtvis binder DNA eller dess tillhörande faktorer. Till exempel skulle nakna dubbelsträngade DNA-ändar vanligtvis tolkas av cellen som skadat eller viralt DNA, vilket utlöser cellcykelstopp, DNA-reparation eller förstörelse av fragmentet, såsom av endonukleaser i bakterier.
Vissa regioner av kromatin är mycket tätt packade med fibrer som uppvisar ett tillstånd som är jämförbart med det hos kromosomen vid mitos. Heterokromatin är i allmänhet klonalt och när en cell delar sig innehåller de två dottercellerna vanligtvis heterokromatin inom samma DNA-regioner, vilket resulterar i epigenetisk nedärvning. Variationer gör att heterokromatin inkräktar på intilliggande gener eller drar sig tillbaka från gener vid ytterligheterna av domäner. Transkriberbart material kan undertryckas genom att placeras (i cis) vid dessa gränsdomäner. Detta ger upphov till uttrycksnivåer som varierar från cell till cell, vilket kan påvisas genom positionseffektvariation. Isolatorsekvenser kan fungera som en barriär i sällsynta fall där konstitutivt heterokromatin och högaktiva gener är placerade bredvid varandra (till exempel 5'HS4-isolatorn uppströms om kycklingens β-globinlokus,och loci i två Saccharomyces spp.).

## Konstitutivt heterokromatin
Alla celler av en given art packar samma DNA-regioner i konstitutivt heterokromatin och således kommer i alla celler alla gener som finns i det konstitutiva heterokromatinet att vara dåligt uttrycka. Till exempel, alla mänskliga kromosomer 1, 9, 16, och Y-kromosom innehåller stora regioner av konstitutivt heterokromatin. I de flesta organismer förekommer konstitutivt heterokromatin runt kromosomcentromeren och nära telomerer.

## Fakultativt heterokromatin

Schematiskt karyogram av en människa, som visar en översikt över det mänskliga genomet med hjälp av G-banding, vilket är en metod som inkluderar Giemsa-färgning, där de ljusare färgningsområdena i allmänhet är mer eukromatiska, medan mörkare regioner i allmänhet är mer heterokromatiska.

Regionerna av DNA förpackade i fakultativt heterokromatin kommer inte att vara konsekventa mellan celltyperna inom en art, och därför kan en sekvens i en cell som är förpackad i fakultativt heterokromatin (och generna inom är dåligt uttryckta) packas i eukromatin i en annan cell (och generna inom är inte längre tystade). Bildandet av fakultativt heterokromatin är dock reglerat och är ofta förknippat med morfogenes eller differentiering. Ett exempel på fakultativt heterokromatin är X-kromosominaktivering hos däggdjur av honkön då en X-kromosom förpackas som fakultativ heterokromatin och tystas, medan den andra X-kromosomen förpackas som eukromatin och uttrycks.
Bland de molekylära komponenterna som verkar reglera spridningen av heterokromatin är polycomb-gruppens proteiner och icke-kodande gener som Xist. Mekanismen för sådan spridning är fortfarande (2006) en fråga under diskussion. De polycombrepressiva komplexen PRC1 och PRC2 reglerar kromatinkomprimering och genuttryck och har en grundläggande roll i utvecklingsprocesser. PRC-medierade epigenetiska avvikelser är kopplade till genominstabilitet och malignitet och spelar en roll i DNA-skadningssvaret, DNA-reparation och i replikationens trovärdighet.

## Jästheterokromantin
Saccharomyces cerevisiae, eller spirande jäst, är en modelleukaryot och dess heterokromatin har definierats noggrant. Även om det mesta av dess genom kan karakteriseras som eukromatin, har S. cerevisiae regioner av DNA som transkriberas mycket dåligt. Dessa loci är de så kallade tysta parningstyperna (HML och HMR), rDNA (som kodar för ribosomalt RNA) och de subtelomera regionerna. Fissionsjäst (Schizosaccharomyces pombe) använder en annan mekanism för heterokromatinbildning vid dess centromerer. Gentystnad på denna plats beror på komponenter i RNAi-vägen. Dubbelsträngat RNA tros resultera i tystnad av regionen genom en serie steg.
I fissionsjästen Schizosaccharomyces pombe är två RNAi-komplex, RITS-komplexet och det RNA-riktade RNA-polymeraskomplexet (RDRC), en del av ett RNAi-maskineri som medverkar i initiering, förökning och underhåll av heterokromatinsammansättning. Dessa två komplex lokaliseras på ett siRNA-beroende sätt på kromosomer, vid platsen för heterokromatinmontering. RNA-polymeras II syntetiserar ett transkript som fungerar som en plattform för att rekrytera RITS, RDRC och möjligen andra komplex som krävs för heterokromatinmontering. Både RNAi och en exosomberoende RNA-nedbrytningsprocess bidrar till heterokromatisk gentystnad. Dessa mekanismer av Schizosaccharomyces pombe kan förekomma i andra eukaryoter. En stor RNA-struktur som kallas RevCen har också varit inblandad i produktionen av siRNA för att förmedla heterokromatinbildning i viss fissionsjäst.